# 乔迪·梅
乔迪·梅（英語：Jodhi May，1975年5月8日—），女，英国演员。她曾凭借电影《A World Apart》获得1988年戛纳电影节最佳女演员奖，是迄今最年轻的戛纳影后。